# Кюстендилска епархия
Кюстендилската епархия е историческа православна епархия с епископски център Кюстендил, която през вековете в зависимост от промените в името на епископалния ѝ град, последователно се нарича Пауталийска епископия, Велбъждска (Банска) епископия, Коласийска епископия, Кюстендилска епархия.

## История

### Пауталийска епископия
Християнството прониква в днешните български земи още през I-II в. Значението на Пауталия като важен градски център обуславя впоследствие, особено след признанието на християнството с Миланския едикт от 313 г. от император Константин I Велики (280 – 337), развитието на града и като важен християнски център. Започва усилено строителство на християнски храмове и на голяма епископска базилика. Пауталия става епископски център, а нейната градска територия – диоцез на Пауталийската епископия. До наши дни са достигнали имената на двама пауталийски епископи: Евангел Пауталийски, живял през V-VI век и Фока Пауталийски, живял през VI век. През есента на 515 г. по нареждане на византийския император Анастасий I (491 – 518) в Константинопол са привикани петима илирски епископи: Лаврентий Лихнидски (Охридски), Домнион Сердикийски, Алкисон Никополски (от Епир), Гаян Нишки и Евангел Пауталийски, които били в сферата на влияние на папския престол. Нишкият и Никополският епископ след дълъг арест починали в Константинопол, а останалите трима епископи били освободени, поради страха на императора от нови бунтове в техните епархии. През 553 г. при император Юстиниан I (527 – 565), в Константинопол е свикан Петият вселенски събор. 156 делегати, сред които е и пауталийският епископ Фока (Phocas religiosissimus episcopus Potaliensis) осъждат възгледите на Ориген (185 – 254) и Евгарий (+ 399), а Теодор Мопсуетски е анатемосан.

### Велбъждска епископия
С прекъсването на сведенията за Пауталия през ранното средновековие, спират и сведенията за Пауталийската епископия, която под името Велбъждска епископия се споменава едва във времето на края на Първата българска държава. Още в първата грамота на византийския император Василий II (976-1025), касаеща църковната уредба на завладените български земи и датирана в 1019 г., на седмо място е поставена епископията Велбъжд, подчинена на архиепископа на България. От императорската грамота е видно, че епископията се е намирала между средацката, нишката и брегалнишката епископии, като е обхващала на изток Германия (дн. Сапарева баня) и Разлог: „...и епископът на Велбъжд да има в самия Велбъжд, и в Сътеска, и в Германия, и в Теример, и в Стоб, и в Долна Сътеска, и в Разлог 15 клирици и 15 парици...“. Това е най-ранното упоменаване на Велбъждската епископия, но безспорен е изводът, че грамотите на Василий II утвърждават вече съществуващото положение в църковната уредба на българската държава.
В епархийските списъци на Константинополската патриаршия от времето на император Алексий I Комнин (1081-1118) е представена и епископията на Велбъжд, подчинена на архиепископа на България, като този път с поставена на трето място, след Кастория и Скопие. В следващите епархийски списъци, които се датират в годините на властвуване на Мануил I Комнин (1143-1180), но в които името на архиепископия България е архаизирано и е наречена Юстиниана Първа - епископията Велбъжд отново е поставена на трето място. От XI-XII век до наши дни са достигнали имената на няколко велбъждски епископи: Никифор Велбъждски, Гавраил Велбъждски и Йоан Велбъждски.
За нарасналото място и роля на Велбъжд в църковната администрация в годините на възстановяването на българската държава можем да съдим от факта, че при подписването на унията между българската църква и Ватикана в 1203 г., палиуми от римския папа Инокентий III (1198 - 1216) освен примаса на България - архиепископ Василий Търновски, получават само още двама архиепископи - Анастасий Велбъждски и Сава Преславски. Епископ Анастасий Велбъждски играе активна роля в сключването на унията с Римокатолическата църква по време на царуването на крал Калоян (1197-1207). Споменат е в Бориловия синодик, заедно със своите приемници - епископите Епифаний Велбъждски и Димитрий Велбъждски.
В края на XIII век Вълбъжд е завладян от византийци, а впоследствие е включен в границите на кралството на Неманичите. През втората половина на XIV век. Велбъжд става център на ново държавно образование Княжеството на Драгаши, известно и като Велбъждско деспотство. Като административен център Велбъжд запазва значението си на духовен център на Велбъждската епископия. От XIV век са известни имената на двама велбъждски епископи - Калиник Велбъждски и Григорий Велбъждски.
До падането на Велбъждкото деспотство под османско владичество Велбъждката епархия е била подчинена първоначално на Цариградската патриаршия, а от 1018 г. до 1557 г. е под юрисдикцията на Охридската архиепископия.

### Коласийска епископия
Коласийската епископия е духовна област, подвластна на коласийския епископ. Съществува от падането на Велбъждкото деспотство под османско владичество до закриването на Печката патриаршия (1766).
През XV-XVI век се споменава в източниците още като Банска и Кюстендилска епископия. До 1557 г. е под юрисдикцията на Охридската архиепископия, а през периода 1557-1766 г. - в състава на Печката патриаршия. Територията на Коласийската епископия обхваща Кюстендилско, Краище и Пиянец, Кратово, Крива паланка, Щип и Радовиш, Радомир и Сирищник (без района на Дупница, който в административно отношение влиза в Кюстендилския санджак, но духовно е подчинен на самоковския митрополит).
Седалище на епископа е Коласия (дн. квартал Колуша в Кюстендил) с митрополитска църква „Свети Георги". Коласийският епископ пребивава през отделни периоди и в село Слокощица, Лесновския манастир край Кратово и в Щип.
Известни са следните епископи: Ромил (1532), Висарион (1585 и 1586), Макарий (1619), Ананий (ок. 1630), Йосиф (1642), Пуспун (1644), Михаил (1652-1660), Ананий II (1666), Висарион II (1690), Данаил (1700, 1701, 1709), Ефрем (1712, 1722, 1725, 1728), Атанасий (1732), Серапион (1757), Гаврил (1766, последен коласийски епископ).
След 1766 г. епархията е подчинена на Цариградската патриаршия. През този период Кюстендил става център на епархия, в територията на която влизат селищата на бившата Коласийска архиепископия начело с митрополит.

### Кюстендилска епархия
Кюстендилска епархия е духовна област, подчинена на митрополит със седалище Кюстендил.
Създадена през 1766 г. след преминаването на бившата Коласийска епископия под ведомството на Цариградската патриаршия. В териториалния обхват на епархията през 1863-66 г. влизат градовете Кюстендил, Радомир, Щип, Кратово, Кочани и селата край тях с общо 16 681 домакинства.
Кюстендилска епархия е присъединена към Българската екзархия веднага след учредяването ѝ (1870). По силата на Берлинския договор (1878) епархията е разделена на две: останалите в границите на Османската империя — Щип и Кратово, заедно с част от Пиянец, са присъединени към Скопската екзархийска епархия, а Кюстендил и Радомир заедно с Краище остават като самостоятелна епархия до 1884 г.
След смъртта на кюстендилския митрополит Иларион Ловчански и Кюстендилски през 1884 година Кюстендилската епархия е закрита и присъединена към Софийската епархия. Днес Кюстендил е център на Кюстендилската духовна околия на Софийската епархия на Българската православна църква.

## Епископи
Митрополити на Вселенската патриаршия и Българската екзархия
- Филарет (1767-1782)
- Дионисий (1783-1788)
- Григорий (1788-1802)
- Мелетий (1802-1807)
- Авксентий (1807-1819)
- Константий (1819-1827)
- Артемий (1827-1858)
- Дионисий (1858-1860)
- Игнатий (1861-1869)
- Иларион (1872-1884)[4]

Титулярни епископи на Българската патриаршия
| Име                | Управление    |
| ------------------ | ------------- |
| Исаак (Бояджийски) | 10 юни 2023 – |